# Felix vom Rath
Felix Emil August Oskar vom Rath (Colònia, 17 de juny de 1866 - Múnic, 25 d'agost de 1905) fou un compositor alemany. Simultaniejà els seus estudis jurídics amb els musicals, i aviat es distingí com a pianista notable. Acabats els estudis, passà a Múnic per cursar els de composició. Entre les seves obres hi ha una sonata per a violí, un quartet per a piano i instruments d'arc, un concert de piano en si bemoll, i altres composicions.